# Estación Tres Picos
Tres Picos es una estación ferroviaria ubicada en la localidad del mismo nombre, en el partido de Tornquist, Provincia de Buenos Aires, Argentina.

## Servicios
Por sus vías corren trenes de carga de la empresa Ferroexpreso Pampeano.

## Ubicación
Se encuentra a 20 km al sur de Tornquist, en el kilómetro 619 del ramal ferroviario.